# 2661 Bydžovský
2661 Bydžovský là một tiểu hành tinh vành đai chính với chu kỳ quỹ đạo là 1920.5527095 ngày (5.26 năm). It có vận tốc quỹ đạo trung bình là 17.12571864 km/s.
Nó được phát hiện ngày 23 tháng 3 năm 1982 ở đài thiên văn Klet.